# 洛东伊什
洛东伊什是葡萄牙布拉干萨区的一个堂区。总面积7.83平方公里，总人口142人，人口密度18.1人/平方公里。